# Lexu's
Lexu's és un grup de música catalano-andorrà, amb seu a Tàrrega i amb 5 discos publicats. Es va formar el 2000 amb la publicació d'una primera maqueta.
Ha publicat els discos Saps [Crea Music, 2004], Sent amb mi [Picap, 2006], La vida perfecta" [Crea Music, 2008], Per què no es toquen les nostres mans [Crea Music, 2012] i 10 anys i una nit [Crea Music, 2016].
L'any 2004 va guanyar el Premis al Disc Català de l'Any, que atorga Ràdio 4, pel seu primer treball discogràfic, Saps.